# ماريو بارتي: ذا توب 100
ماريو بارتي: ذا توب 100 (بالإنجليزية: Mario Party: The Top 100)‏، تعرف في اليابان باسم ماريو بارتي 100 ميني غيم كولكشن (بالإنجليزية: Mario Party 100 Minigame Collection‎؛ باليابانية: マリオパーティ１００ ミニゲームコレクション‎، ‏Mario Pāti 100 Minigēmu Korekushon)، أو باختصار ماريو بارتي 100 (بالإنجليزية: Mario Party 100)‏، هي لعبة حفلات طورتها إن دي كيوب ونشرتها نينتندو لنظام نينتندو 3دي أس. هي الدفعة الخامسة في سلسلة ألعاب ماريو بارتي المحمولة، وهي في الأساس عبارة عن تجميع لـ 100 لعبة مصغرة من جميع أنحاء السلسلة. صدرت في أمريكا الشمالية في نوفمبر 2017، وفي منطقة بال واليابان في ديسمبر 2017. هي ثالث وآخر لعبة ماريو بارتي لنظام 3دي أس.

## أسلوب اللعب

لقطة شاشة توضح ماريو ولويجي ووالويجي والحارس واريو يلعبون كرة القدم من ماريو بارتي 4.

تتميز ماريو بارتي: ذا توب 100 بوجود 100 لعبة مصغرة ظهرت سابقًا في الألعاب السابقة في سلسلة ماريو بارتي، وكلها مأخوذة من ألععاب الأنظمة المنزلية في السلسلة. تُحَدَّث معظم الألعاب المصغرة بيانياً من النسخ الأصلية. أعيد صياغة العديد من الألعاب المصغرة التي ظهرت في ألعاب ماريو بارتي التي صدرت على الوي لتعمل بشكل صحيح على 3دي أس، والتي تفتقر إلى عناصر تحكم وي في الحركة. تتميز اللعبة بعدة أوضاع للعبة. في وضع ميني غيم ماتش (بالإنجليزية: Minigame Match)‏، يتناوب اللاعبون على التحرك حول خريطة لوحية، بهدف جمع العملات المعدنية والنجوم. تتكون اللعبة، على عكس الألعاب السابقة في سلسلة ماريو بارتي، من خريطة لوحية واحدة فقط.
يتكون وضع ميني غيم آيلاند (بالإنجليزية: Minigame Island)‏ من لعب ألعاب مصغرة محددة مسبقًا للتقدم على طول مسار خطي. تتضمن اللعبة أيضًا وضع اللعب الحر (بالإنجليزية: freeplay)‏ حيث يمكن للاعب اختيار الألعاب المصغرة التي سيلعبها. يجب فتح 41 لعبة مصغرة من أصل 100 لعبة من خلال اللعب أولاً عبر ميني غيم آيلاند. تدعم اللعبة تعدد اللاعبين لـ 3 لاعبين إضافيين، إما من خلال استخدام نسخ فردية من اللعبة، أو من خلال تحميل رقمي عبر 3دي أس.

## التقييم
| التقييم |        |
| --- | ------ |
| مجموع النقاط المجموع نقاط ميتاكريتيك 59/100 نتائج المراجعة نشرة نقاط دستركتويد 5/10 [ 10 ] نينتندو ورلد ريبورت 4.5/10 هاردكور غيمر 3.5/5 |        |
| مجموع النقاط |        |
| المجموع | نقاط   |
| ميتاكريتيك | 59/100 |
| نتائج المراجعة |        |
| نشرة | نقاط   |
| دستركتويد | 5/10   |
| نينتندو ورلد ريبورت | 4.5/10 |
| هاردكور غيمر | 3.5/5  |

وفقًا لميتاكريتيك، تلقت اللعبة «تقييمات مختلطة أو متوسطة». انتقدت كريستين سوالي من هاردكور غيمر اللعبة لعرضها خريطة لوحية واحدة فقط، وذكرت أن اللعبة تفتقر إلى «الطبيعة المعقدة والتنافسية» للألعاب السابقة.
اعتبر مات ويست من نينتندو ورلد ريبورت أن الخريطة اللوحية الفردية هي «أكبر خيبة أمل» في اللعبة، وذكر أن إعداد التحكم الأصلي لبعض الألعاب المصغرة لم يكن مناسبًا على 3دي أس. شعرت أليغرا فرانك من بوليغون أن وضع ميني غيم ماتش كان متفوقًا على ميني غيم آيلاند، والتي اعتبرتها متكررة وتفتقر إلى المتعة بسبب عدم وجود خريطة لوحية.
باعت ماريو بارتي: ذا توب 100 52181 نسخة خلال أسبوعها الأول للبيع في اليابان، مما جعل اللعبة تحتل المرتبة الخامسة على مخطط مبيعات ألعاب الفيديو بجميع الأشكال.

## وصلات خارجية
- الموقع الرسمي
 (بالإنجليزية)